# Лудвиг Савойски-Ахая
Вижте пояснителната страница за други личности с името Лудвиг Савойски.
Лудвиг Савойски-Ахая, Лудвиг Савойски или Лудвиг Пиемонтски (на италиански: Ludovico di Savoia-Acaia, на френски: Louis de Savoie-Achaïe, Louis d'Achaïe ou encore Louis de Piémont, на немски: Ludwig von Savoyen-Piemont; * 7 октомври 1364, Пинероло, Савойско графство; † ок. 11 декември 1418, Торино или Пинероло) е господар (синьор) на Пиемонт и титулярен княз на Ахая (1402 – 1418). Той е последният представител на клона Савоя-Ахая и основател на Торинския университет.

## Живот

### Произход
Според френския историк Самюел Гишенон Лудвиг е вторият син на Жак Савойски-Ахая (* 1315 † 1367), господар на Пиемонт и титулярен княз на Ахая (от 1334 г.), и на третата му съпруга Маргарита дьо Божо (* 1346 † 1402). Лудвиг има един брат Амадей (* 1363 † 1403), негов предшественик като господар на Пиемонт (1368 – 1402) и титулярен княз на Ахая. Има и един полубрат и една полусестра от втория брак на баща си със Сибила дел Балцо, както и един или двама полубратя от връзките на баща му с неизвестни жени.

### Ранни години
На 16 май 1366 г. баща му, Жак Савойски-Ахая, съставя завещание, с което определя за наследник първородния си син Филип, споменавайки в него и самия Лудвиг, брат му Амадей и майка им Маргарита. В същия период обаче Филип се съюзява с маркграфа на Салуцо Фридрих II и с господарите на Милано Галеацо II Висконти и Бернабо Висконти, за да започне война срещу савойския граф.
С акт от 25 април 1367 г. баща им Жак лишава Филип от наследство, наричайки го „неблагодарен и недостоен“, и разпределя наследството между Амадей и Лудвиг. Това кара Филип да застане начело на кървав бунт, окупирайки по-голямата част от Княжеството. Лудвиг и брат му Амадей, по молба на баща им, са поставени под закрилата на савойския граф Амадей VI, който завладява Пиемонт от тяхно име и окупира Торино. Междувременно Лудвиг, брат му и майка им са отведени в столицата на Савойското графство Шамбери. След смъртта на баща им през май 1367 г. те се завръщат в Италия заедно с графинята-регент на Савоя Бона Бурбон. Наследник става братът на Лудвиг – Амадей под регентството на савойския граф Амадей VI. Бунтовникът му полубрат е заловен, признат за виновен на процес, организиран от савойския граф на 27 септември 1368 г., хвърлен в замъка на Авиляна; той умира на 21 декември 1368 г., вероятно удавен в ледените води на езерото Авиляна.
Лудвиг и брат му Амадей прекарват детството си в савойския двор, а Савойският граф е регент до 1377 г., когато Амадей става пълнолетен и се установява в Пиемонт. В следващите години Лудвиг е част от въоръжената свита на Амадей VI. Между 1382 и 1383 г. участва в савойската експедиция в Южна Италия срещу Шарл III Анжуйски и в помощ на Луи I Валоа-Анжуйски, по време на която Амадей VI Савойски загива.
Лудвиг участва с наследника на Савойското графство Амадей VII Савойски във войната във Вале. След това е на служба на Луи II Валоа-Анжуйски и го придружава до Неапол, където Луи II е коронясан за крал през 1389 г.
През 90-те години Лудвиг заема различни политически и военни постове: от 1391 г. той и брат му Амадей са част от Регентския съвет, който заедно с Бона дьо Бурбон управлява савойските владения от името на невръстния още Амадей VIII Савойски. През 1396 г. той придружава брат си в експедицията срещу Маркграфство Монферат, която завършва с подчиняването на Комуна Мондови.

### Господар на Пиемонт. Княз на Ахея
Брат му Амадей умира в Пинероло на 7 май 1402 г. Тъй като той има само дъщери, с титлите „Господар на Пиемонт" и „Княз на Ахая“ на трона го наследява Лудвиг, който през май влиза в Торино.
Политиката на Лудвиг е белязана от възстановяването на мира в Пиемонт, разтърсван от враждите между представителите на Савойската династия, Маркграфовете на Монферат и Маркграфовете на Салуцо. През 1403 г. съюзът между двата клона: Савоя и Савоя-Ахая се скрепва с брака на Лудвиг с Бона Савойска, дъщеря на граф Амадей VII Савойски.
През 1403 г., благодарение на френското посредничество, Лудвиг подписва 10-годишен мирен договор с маркграфа на Монферат Теодор II Палеолог, вследствие на което за маркграфа се омъжва княгинята на Ахая Маргарита Савойска-Ахая.
Отношенията с Кралство Франция се влошават през 1404 г., когато френският крал Шарл VII поисква лоялност от Маркграфство Салуцо и след савойски отпор конфискува юрисдикциите – притежание във Франция на Амадей VIII и Лудвиг Савойски-Ахая. Лудвиг реагира, като праща в затвора френските посланици и атакува владенията на Маркграфство Салуцо, като през 1410 г. им отнема Полонгера и Панкалиери. Конфликтът завършва с благоприятен за Савоя мир, подписан през 1413 г. Междувременно войната с Маркграфовете на Монферат за контрола над района на Мондови, подета повторно през 1407 г., приключва през 1411 г.
През 1404 г. Лудвиг основава в Торино висша школа – Studium generale, бъдещ Торински университет, с първоначалното участие на преподаватели от Павия и Пиаченца, изплашени от политическата нестабилност на териториите на Висконти след смъртта на Джан Галеацо Висконти през 1402 г. Институцията има труден старт: тя функционира периодично до края на войната с Маркграфство Монферат и седалището ѝ се мести на няколко пъти в първите десетилетия на 15 век. Финансиране ѝ, което първоначално се пада в голяма степен на Комуна Торино, от 10-те години на века започва да зависи от приноса на всички подчинени комуни. Въпреки първоначалните затруднения обаче Studium-ът получава одобрението на папа Бенедикт XIII, а през 1411 г. и имперски лиценз от император Сигизмунд Люксембургски. През 1412 г. Лудвиг твърди, че това ще бъде един от главните университети, подобно на тези в Париж и Болоня. Антипапа Йоан XXIII също дава своето одобрението си през 1413 г.
През 1410 г. Лудвиг получава най-голямото савойско отличие: „Огърлица на Висшия орден на Светото Благовещение“.
Войната с Маркграфство Монферат се възобновява през 1411 г.: Лудвиг отнема Мондови, преотстъпен на Теодоро II, и подписва мир през 1413 г. В същото време заедно с граф Амадей VIII той предприема поход срещу Маркграфство Чева, заклело се във вярност на Маркграфовете на Монферат.
Лудвиг поддържа добри отношения с Императора на Свещената Римска империя Сигизмунд Люксембургски, който го назначава през 1412 г. за имперски викарий в Пиемонт и за пфалцграф.
По отношение на Папската схизма Лудвиг първоначално подкрепя политиката на граф Амадей VIII Савойски в подкрепа на антипапа Бенедикт XIII. През второто десетилетие на 15 век той има по-предпазлива позиция в очакване на решенията на Констанцкия събор и влиза във връзка с папа Йоан XXIII, от когото получава потвърждение за основаването на Торинския университет. По време на Констанцкия събор Лудвиг е сред привържениците на папа Мартин V, който идва в Торино през 1418 г. Сигизмунд Люксембургски също посещава Торино през 1416 г. по повод издигането на Савойското графство в херцогство.
Според Генеалогичното дружество на Италия Лудвиг умира в Торино на 11 декември 1418 г., но е погребан в Пинероло, а според Самюел Гишенон той умира в Пинероло на същата дата и е погребан там – в църквата „Св. Франциск“. Понеже той няма законни наследници, клонът на Савоя-Ахая изчезва и титлите му са наследени от шурея му Амадей VIII Савойски.

## Брак и потомство
∞ 24 юли 1402 (1403) за Бона Савойска (* 11 октомври 1388, † 4 март 1432), племенница на крал Шарл V, дъщеря на савойския граф Амадей VII и съпругата му Бона дьо Бурбон, и сестра на антипапа Феликс V, от която няма деца.
Има един или двама извънбрачни сина от неизвестни жени от Неапол:
- Лудвиг Извънбрачни Савойски (* ок. 1390, † 1459 в Лион), с майка – неаполитанска благородничка,[20] припознат през 1407 г.; господар на Панкалиери (1407), господар на Ракониджи и на Милябруна (23 февруари 1414), господар на Кастелрайнеро и на Кавур (1417), рицар на Върховния орден на Пресветото Благовещение (13 февруари 1434), херцогски маршал (1454).[21] Под името Лудвиг I Савойски-Ракониджи поставя началото на клона Савоя-Ракониджи, изчезнал през 17 век;[11] ∞ 3 ноември 1412 за Алис дьо Монбел († 1454/1464), дъщеря на Гиг, господар на Антремон, и Катерина дьо Мобек. Имат четири дъщери и двама сина.
- Адзано Дзакария (вероятен)

#### Основни източници
- ((la)) Aymar Du Rivail. De Allobrogibus libri novem
- ((la)) Samuel Guichenon. Preuves de l'Histoire généalogique de la royale maison de Savoie, justifiée par titres...
- ((la)) Storia dei principi di Savoia del ramo d'Acaia, signori del Piemonte, Volume 2

#### Историографска литература
- ((fr)) Samuel Guichenon. Histoire généalogique de la royale maison de Savoie, justifiée par titres, ..
- ((fr)) Jean Frézet. Histoire de la Maison de Savoie
- ((it)) Archivio di Stato: Matrimoni della Real Casa di Savoia Архив на оригинала от 2021-06-23 в Wayback Machine.
- ((it)) Storia dei principi di Savoia del ramo d'Acaia, signori del Piemonte, Volume 2